# Chloropsina
Chloropsina är ett släkte av tvåvingar. Chloropsina ingår i familjen fritflugor.

## Dottertaxa tillChloropsina, i alfabetisk ordning[1][2]
- Chloropsina acuticornis
- Chloropsina affulgens
- Chloropsina amabile
- Chloropsina ambigua
- Chloropsina angolensis
- Chloropsina angustigenis
- Chloropsina ater
- Chloropsina bipunctifrons
- Chloropsina brunnescens
- Chloropsina citrivora
- Chloropsina coelestifrons
- Chloropsina collessi
- Chloropsina completa
- Chloropsina costale
- Chloropsina crassipalpis
- Chloropsina deemingi
- Chloropsina delicata
- Chloropsina difficilis
- Chloropsina distinguenda
- Chloropsina elegans
- Chloropsina flavovaria
- Chloropsina gingerensis
- Chloropsina gugae
- Chloropsina ilaroensis
- Chloropsina koongarrensis
- Chloropsina kurilensis
- Chloropsina lacreiventris
- Chloropsina leucochaeta
- Chloropsina litoralis
- Chloropsina mallochi
- Chloropsina mambillaensis
- Chloropsina medleri
- Chloropsina minima
- Chloropsina minus
- Chloropsina nigerrima
- Chloropsina nigricollis
- Chloropsina nitens
- Chloropsina nuda
- Chloropsina obscura
- Chloropsina ochrifrons
- Chloropsina oculata
- Chloropsina pallipes
- Chloropsina poecilogaster
- Chloropsina polita
- Chloropsina pulicaria
- Chloropsina punctifacialis
- Chloropsina queenslandensis
- Chloropsina rhombata
- Chloropsina rohaceki
- Chloropsina ruandana
- Chloropsina rubrostriata
- Chloropsina simile
- Chloropsina stubbsi
- Chloropsina sulcicornis
- Chloropsina sumatrana
- Chloropsina sydneyensis
- Chloropsina sylvatica
- Chloropsina tagalica
- Chloropsina tatabua
- Chloropsina tibiale
- Chloropsina triangularis
- Chloropsina turneri
- Chloropsina varia
- Chloropsina varleyi
- Chloropsina vesicata